# Joseph Selling
Joseph A. Selling (* 1945 in Bridgeport, Connecticut, Vereinigte Staaten) ist ein belgischer römisch-katholischer Theologe.

## Leben
Selling studierte römisch-katholische Theologie. 1977 promovierte er an der Katholieke Universiteit Leuven mit der Arbeit The Reaction to "Humanae Vitae". A Study in Special and Fundamental Theology. Er ist seitdem als Hochschullehrer im Fachbereich Moraltheologie an der Katholieke Universiteit Leuven tätig. Er hat zwei Kinder.

## Werke (Auswahl)
- Looking Toward the End: Revisiting Aquinas' Teleological Ethics, in The Heythrop journal: a quarterly review of philosophy and theology, 2010
- Embracing Sexuality: Authority and Experience in the Catholic Church, Ashgate, Aldershot 2001
- The Ministry of the Word: Essays in Honor of Prof. Dr. Raymond F. Collins, Peeters, Löwen 1995
- The Splendor of Accuracy: An Examination of the Assertions Made by Veritatis Splendor, (gemeinschaftlich mit J. Jans), Kok Pharos, Kampen 1994
- Aspecten van een christelijke sociale ethiek, (gemeinschaftlich mit A. Liegeois, L. Anckaert, J. De Tavernier, B. Roebben, J. Verstraeten), Bibliotheek van de Faculteit Godgeleerdheid,  Löwen 1991
- The 1980 Synod of Bishops On the Role of the Family: An Exposition of the Event and an Analysis of Its Texts, (gemeinschaftlich mit J. Grootaers), Bibliotheca Ephemeridum Theologicarum Lovaniensium,  Peeters, Löwen 1983
- Personalist Morals: Essays in Honor of Professor Louis Janssens,  Peeters, Löwen 1988